# Drynaria pleuridioides
Drynaria pleuridioides är en stensöteväxtart som beskrevs av Presl. Drynaria pleuridioides ingår i släktet Drynaria och familjen Polypodiaceae. Inga underarter finns listade.